# هوارد مابل
هوارد مابل (بالإنجليزية: Howard Maple)‏ هو لاعب كرة قاعدة أمريكي، ولد في 20 يوليو 1903، وتوفي في 9 نوفمبر 1970.

## وصلات خارجية
- هوارد مابل على موقعبيزبول رفرنس.كوم (الدوري الرئيسي) (الإنجليزية)
- هوارد مابل على موقعبيزبول رفرنس.كوم (الدوري الثانوي) (الإنجليزية)